# كريستوفر ونايت
كريستوفر ونايت (بالإنجليزية: Christopher Knight)‏ هو ممثل أمريكي، ولد في 7 نوفمبر 1957 بنيويورك في الولايات المتحدة.

## أعمال

### مسلسلات
- عالم آخر

## وصلات خارجية
- كريستوفر ونايت على موقع IMDb (الإنجليزية)
- كريستوفر ونايت على موقع ألو سيني (الفرنسية)
- كريستوفر ونايت على موقع تيرنر كلاسيك موفيز (الإنجليزية)
- كريستوفر ونايت على موقع أول موفي (الإنجليزية)
- كريستوفر ونايت على موقع إن إن دي بي (الإنجليزية)
- كريستوفر ونايت على موقع قاعدة بيانات الفيلم (الإنجليزية)
- كريستوفر ونايت على موقع كينوبويسك (الروسية)